# 레이 데니스 스텍클러
레이 데니스 스텍클러(Ray Dennis Steckler, 1938년 1월 25일 ~ 2009년 1월 7일)는 미국의 영화 감독, 배우, 각본가, 영화 프로듀서, 영화배우, 촬영 감독이다.
레딩에서 태어났다.

## 영화
- 스키 피버 (1966년)
- 랫 핑크 어 부 부 (1966년)
- 레몬 그로브 키드 밋 더 몬스터 (1965년)
- 생이 중단되고 좀비가 된 믿을 수 없는 이상한 사람 (1963년)